# 阿尔蒙特
阿尔蒙特，是西班牙安达卢西亚自治区韦尔瓦省的一个市镇。总面积859平方公里，总人口17827人（2001年），人口密度21人/平方公里。

## 友好城市
- 法國 塞雷